# Probatius
Probatius ou Probatien, 2e évêque d’Uzès, épiscopat en 506.

## Chronologie
| 506. | Il souscrit au concile d'Agde. |